# Запрет хиджаба в Таджикистане
В Таджикистане на протяжении последних лет наблюдается ужесточение законодательства в отношении исламской религиозной одежды, особенно хиджаба. В 2024 году Парламент Таджикистана принял закон, запрещающий ношение хиджаба в государственных учреждениях и школах. Данный шаг вызвал значительные споры и поляризовал общество.

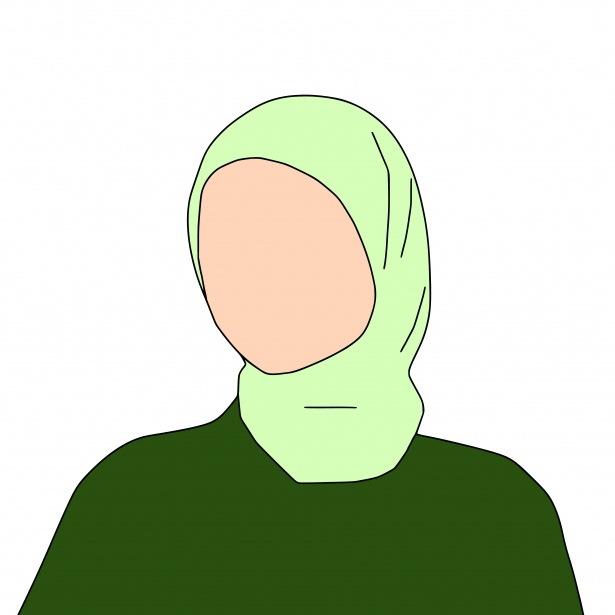
Иллюстрация исламского платка

## Предыстория
Ношение хиджаба в Таджикистане всегда было предметом общественных и политических дискуссий. В стране с преобладающим мусульманским населением вопросы религиозной одежды тесно связаны с религиозными традициями.

## Причины введения запрета
Правительство Таджикистана утверждает, что данный закон направлен на обеспечение светского характера государства и предотвращение экстремизма. Официальные лица утверждают, что запрет способствует поддержанию общественного порядка и защищает права женщин. В марте 2024 года президент Таджикистана Эмомали Рахмон заявлял, что считает актуальной общественной проблемой «подражание чуждой культуре в одежде, то есть ношение чужой одежды под названием сатр и хиджаб». В июне того же года в стране был принят закон о запрете «одежды, чуждой таджикской культуре».

## Реакция общества
Запрет на ношение хиджаба вызвал широкий общественный резонанс. Многие женщины выразили недовольство, считая, что этот закон нарушает их право на религиозную свободу. Кроме того, запрет привлёк внимание международных правозащитных организаций, которые осудили его как нарушение прав человека.

## Международная реакция
Международные правозащитные организации, такие как Human Rights Watch и Amnesty International, выразили озабоченность по поводу нового закона, заявив, что он нарушает основные права и свободы женщин. Они призвали правительство Таджикистана пересмотреть свою политику и уважать религиозные права своих граждан.

## Заключение
Запрет на ношение хиджаба в Таджикистане остается одной из наиболее спорных тем в стране. Несмотря на официальные объяснения, многие видят в этом законе ограничение религиозных свобод и прав женщин. Оппозиционные группы и международные организации продолжают выступать против этой меры, требуя её отмены и восстановления прав женщин на ношение религиозной одежды.